# Stanisław Zadorski
Stanisław Zadorski herbu Wieniawa (zm. po 9 czerwca 1648 roku) – cześnik koronny w latach 1630–1648, ochmistrz królewny, sekretarz królewski, starosta bielski, gostyński, wiski, starosta kłecki w 1628 roku, starosta mosiński w 1624 roku.
W 1632 roku był elektorem Władysława IV Wazy z województwa poznańskiego.